# Nicholas Brothers

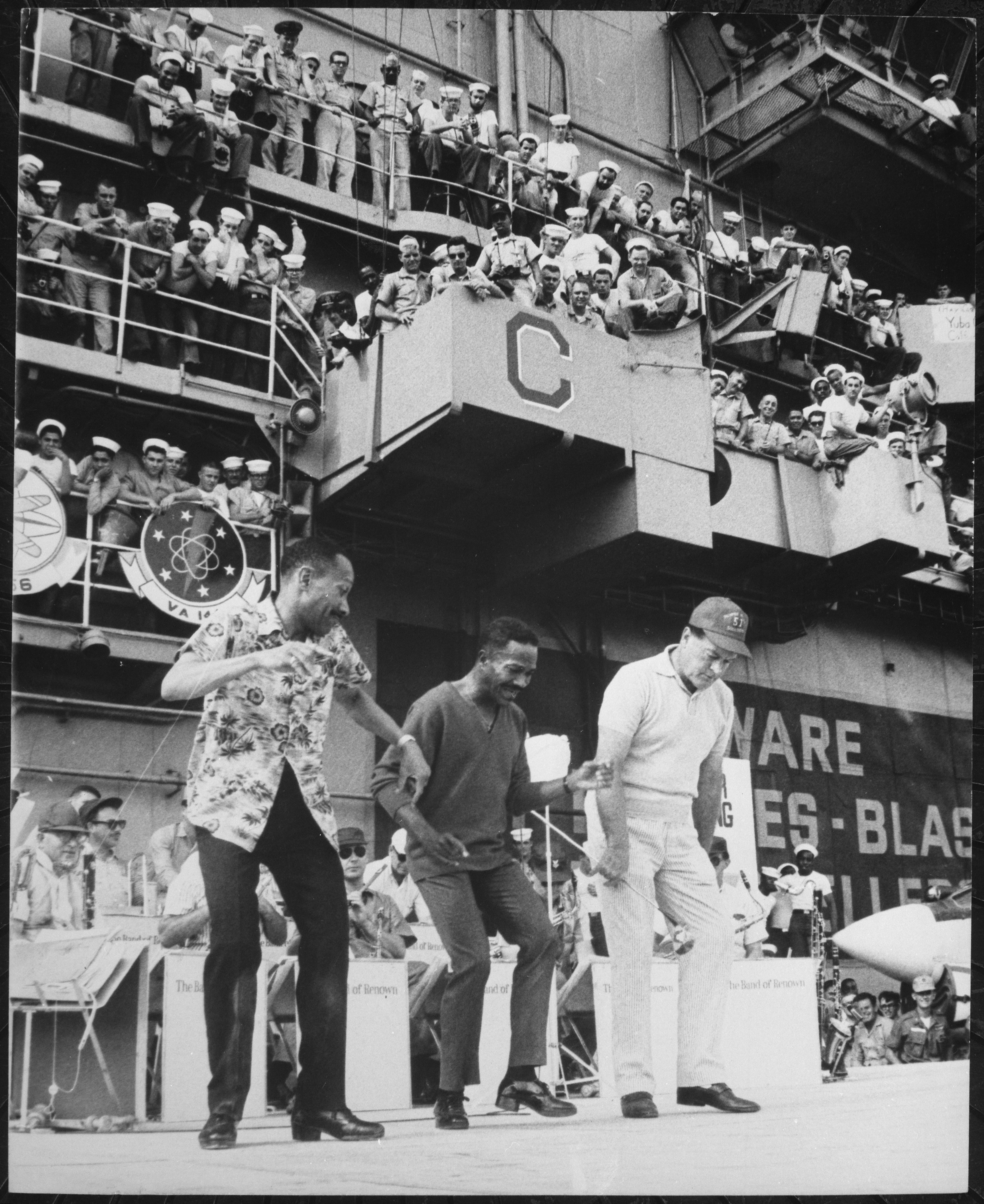
De komiek Bob Hope danst met Harold en Fayard Nicholas aan boord van het Amerikaanse vliegdekschip Ticonderoga (december 1965).

De Nicholas Brothers waren twee Afro-Amerikaanse broers die in de jaren dertig en veertig furore maakten als dans-duo. Fayard Nicholas (1914-2006) en Harold Nicholas (1921-2000) werden gerekend tot de beste tapdansers van hun tijd, met een zeer acrobatische stijl, hoge artisticiteit en innovaties. De twee traden op in zalen, films en op televisie. Later gaven ze les aan onder meer Michael Jackson en Debbie Allen.
De broers hebben geen formele danstraining gehad. Het waren kinderen van muzikanten die een eigen vaudeville-orkest hadden in een theater in Philadelphia: ma speelde piano en pa zat achter de drumkit. Op jonge leeftijd zagen ze zo veel vaudeville-acts, waaronder topdansers als Bill Robinson. Fayard was gefascineerd en begon de acrobatische dansen te imiteren. daarna volgde zijn jonge broer. Via lokale theaters en het New Yorkse Lafayette kwamen de broers in 1932 terecht in de beroemde Cotton Club in Harlem, waar ze met een mengvorm van tapdans, ballet en acrobatiek (ook wel acrobatisch dansen of flashdancing genoemd) veel succes hadden. Ze werden hierbij begeleid door onder meer Cab Calloway en Duke Ellington. Ze waren zo populair, dat ze zich, als enige 'zwarte' artiesten, mochten begeven onder de 'blanke' bezoekers.
Vanaf het begin van de jaren dertig traden ze ook op in films, dansend maar ook zingend. Hun eerste grote film was "Kid Millions" (1934), daarna volgden onder meer optredens in 'My American Wife', 'Babes in Arms' en 'Tin Pan Alley'. In die films kwamen ze niet in contact met de blanke hoofdrolspelers, zodat hun scènes gemakkelijk konden worden weggeknipt als de films werden vertoond in de zuidelijke staten van Amerika. Hun beroemdste dans is te zien in de film 'Stormy Weather' (1943), waar de twee op een grote trap steeds over elkaar heen springen en in een spagaat landen, om overeind te komen zonder de handen te gebruiken. Tapdanser Fred Astaire heeft dit dansnummer (met muziek en zang van Cab Calloway) de beste muziek-scène genoemd die hij ooit in een film heeft gezien. Verder traden de Nicholas Brothers op in nachtclubs en tijdens concerten, op Broadway en in televisieshows, gezamenlijk of alleen. Ze toerden ook uitgebreid in Latijns-Amerika, Afrika en Europa. De broers hebben masterclasses gegeven aan de Harvard-universiteit en Radcliffe College. Van Harvard ontving het duo ook een eredoctoraat. De broers werden in 1994 vereeuwigd in de Hollywood Walk of Fame. In 2002 werden ze opgenomen in de International Tap Dance Hall of Fame.

## Home Movies
In de jaren 30 en 40 hebben de broers verschillende filmopnames gemaakt van hun optredens. Dit is zover bekend het enig bestaande filmmateriaal van de Cotton Club en van broadway-musicals als Babes in Arms. Het filmmateriaal werd in 2011 ter preservatie opgenomen in het National Film Registry.

## Filmografie (selectie)
- Pie, Pie, Blackbird (korte film), 1932
- Kid Millions, 1934
- The Black Network, 1936
- Down Argentine Way, 1940
- Sun Valley Serenade, 1941
- The Great American Broadcast, 1941
- Orchestra Wives, 1942
- Stormy Weather, 1943